# Torneo del Interior A 2014
El Torneo del Interior A de 2014 (también conocido como "Top 16") fue la décimo-tercera edición del torneo organizado por la Unión Argentina de Rugby que reúne a los mejores clubes de todas las uniones provinciales de la Argentina, excluyendo a la Unión de Rugby de Buenos Aires. Se llevó a cabo entre el 22 de marzo y el 3 de mayo de 2014.
A partir de esta temporada hubo una serie cambios importantes en la organización del torneo en conjunto con el regreso del Torneo Nacional de Clubes tras dos temporadas sin disputarse. Ambos torneos pasarían a disputarse en simultáneo en la primera mitad del año, estableciendo una relación directa entre ambos torneos a través de un sistema de intercambio de plazas, por lo cual el Torneo del Interior A pasaría a ser el "segundo nivel" nacional para los equipos del interior.
Urú Curé de Río Cuarto se consagró campeón del Torneo del Interior A por primera vez al derrotar 26-11 a Los Tordos Rugby Club de Mendoza en la final, obteniendo así su segundo título nacional tras la consagración en el Torneo del Interior B 2013. La Lechuza se convirtió así en el cuarto equipo cordobés en ganar el torneo, junto a Jockey CC, Tala y La Tablada, sumando siete títulos en total y superando los seis títulos obtenidos por los clubes rosarinos.

## Cambios en el torneo
En junio de 2013, la Unión Argentina de Rugby confirmó el retorno del Torneo Nacional de Clubes tras dos años de ausencia bajo un formato sumamente renovado. El nuevo formato significó también una serie de cambios para el Torneo del Interior A que incluyeron el sistema de disputa, el sistema de clasificación y el intercambio de plazas.
- Calendario: el torneo pasó a disputarse en la primera mitad del año, disputándose en simultáneo con el Torneo Nacional de Clubes.
- Nacional de Clubes: a partir de esta temporada, el Torneo Nacional de Clubes y el Torneo del Interior pasaron a disputarse de forma simultánea y paralela, en lugar de este último siendo clasificatorio para el Nacional de la misma temporada. Debido a esto y con los mejores equipos del interior clasificando directamente al Nacional de Clubes, el Torneo del Interior pasó a ser el "segundo nivel" para los equipos del interior en la estructura de los campeonatos nacionales.
- Clasificación al torneo: al disputarse en la primera mitad del año, los clubes pasaron a clasificar a través de su desempeño en los torneos regionales disputados en la temporada anterior. Al tratarse de la primera temporada bajo el nuevo formato, se utilizó el Torneo del Interior A 2013 y el Torneo del Interior B 2013 como clasificatorios durante esta edición.
- Intercambio de plazas: con la nueva estructura jerárquica establecida entre el Nacional de Clubes y el Torneo del Interior, se pasó a implementar un sistema de intercambio de plazas entre ambos torneos, similar al que ya se venía implementando entre el Torneo del Interior A y el Torneo del Interior B hace unas temporadas. Este sistema de ascensos y descensos permitía a equipos de todas las regiones alcanzar la máxima categoría, con el desempeño final de los clubes otorgando o perdiendo "plazas" para sus regiones de origen. En este caso, la región de origen del último clasificado del Nacional de Clubes perdería una plaza para la temporada siguiente, la cual sería otorgada a la región de origen del club ganador del Torneo del Interior A de la misma temporada.

## Equipos participantes
Durante esta temporada, participaron del torneo dieciséis equipos. Debido al cambio de formato y fecha de disputa en el torneo, los clubes clasificaron principalmente a través de su desempeño en el Torneo del Interior A y el Torneo del Interior B de la temporada anterior en lugar de a través de los torneos regionales . Al ganar el Torneo del Interior B 2013, Urú Curé consiguió un cupo extra para su torneo de origen (Torneo Regional Centro), el cual fue  otorgado a Palermo Bajo.
| Club                     | Vía de clasificación                           |
| ------------------------ | ---------------------------------------------- |
| Cardenales               | 10.º puesto en el Torneo del Interior A 2013.  |
| Huirapuca                | 11.º puesto en el Torneo del Interior A 2013.  |
| Mar del Plata Club       | 12.º puesto en el Torneo del Interior A 2013.  |
| Universitario de Rosario | 13.º puesto en el Torneo del Interior A 2013.  |
| Liceo                    | 14.º puesto en el Torneo del Interior A 2013.  |
| Los Tordos               | 16.º puesto en el Torneo del Interior A 2013.  |
| Urú Curé                 | Campeón del Torneo del Interior B 2013.        |
| Marista                  | Subcampeón del Torneo del Interior B 2013.     |
| San Ignacio Rugby        | 3.º puesto en el Torneo del Interior B 2013.   |
| Córdoba Athletic Club    | 4.º puesto en el Torneo del Interior B 2013.   |
| CRAI                     | 5.º puesto en el Torneo del Interior B 2013.   |
| Universitario de Salta   | 6.º puesto en el Torneo del Interior B 2013.   |
| CURNE                    | 7.º puesto en el Torneo del Interior B 2013.   |
| Neuquén Rugby Club       | 8.º puesto en el Torneo del Interior B 2013.   |
| Natación y Gimnasia      |                                                |
| Palermo Bajo             | 6 .º puesto en el Torneo Regional Centro 2013. |

Los Tarcos Rugby Club no participaron del torneo a pesar de haber finalizado 15.º en el Torneo del Interior A 2013 al estar suspendidos por la Unión Argentina de Rugby por no presentarse a su partido de cuartos de final por el 9.º puesto ante Huirapuca en la temporada anterior. Natación y Gimnasia participó en su lugar.

### Distribución geográfica de los equipos
| Región                                 | Clubes                                                               |
| -------------------------------------- | -------------------------------------------------------------------- |
| Torneo Regional del Noroeste 4 equipos | Cardenales RC Huirapuca RC Natación y Gimnasia Universitario (Salta) |
| Torneo Regional Centro 3 equipos       | Urú Curé Córdoba Athletic Palermo Bajo                               |
| Torneo Regional del Oeste 3 equipos    | Marista RC Los Tordos RC Liceo (Mendoza)                             |
| Torneo Regional del Litoral 2 equipos  | C.R.A.I. Universitario (Rosario)                                     |
| Torneo Regional Pampeano 2 equipos     | San Ignacio RC Mar del Plata Club                                    |
| Torneo Regional del Nordeste 1 equipo  | C.U.R.N.E.                                                           |
| Torneo Regional Patagónico 1 equipo    | Neuquén RC                                                           |

## Formato de competencia
Primera fase
En la primera fase los dieciséis participantes se dividieron en cuatro grupos de cuatro cada uno, donde se enfrentaron todos contra todos dentro del mismo grupo. A diferencia de la pasada temporada, ahora por partido ganado se otorgaron cuatro puntos, por partido empatado dos y ninguno en caso de derrota. Se otorgó punto bonus en caso de anotar cuatro o más tries a favor (punto bonus ofensivo) o por perder por una diferencia no mayor a siete puntos (punto bonus defensivo).
Los 1.º y 2.º de cada zona al finalizar la primera fase clasificaron a la fase final del torneo, mientras que los 3.º y 4.º clasificaron a una llave por la permanencia.
Fase final
La fase final estuvo compuesta por ocho equipos y se definió a eliminación directa en tres rondas: cuartos de final, semifinales y final, con el ganador del encuentro definitorio consagrándose como el campeón de esta temporada. La región de origen del equipo campeón ganó una plaza en el Torneo Nacional de Clubes 2015.
Permanencia
La llave por la permanencia estuvo compuesto por ocho equipos y se definió por eliminación directa "inversa": los ganadores de cada etapa dejaban de participar, mientras que los perdedores debieron revalidar su plaza y seguían participando hasta que quedasen dos equipos en una final. La región de origen del equipo perdedor de la final por la permanencia perdió una plaza en el Torneo del Interior A 2015.

## Primera fase

### Zona 1
La primera posición de esta zona, disputada por Cardenales y Marista (ambos con 10 puntos), fue determinada por el resultado obtenido en el partido entre ellos.
| Pos. | Equipo      | Encuentros | Encuentros | Encuentros | Encuentros | Tantos | Tantos | Tantos | PB | PB | Puntos |
| Pos. | Equipo      | PJ         | PG         | PE         | PP         | F      | C      | Dif    | BO | BD | Puntos |
| ---- | ----------- | ---------- | ---------- | ---------- | ---------- | ------ | ------ | ------ | -- | -- | ------ |
| 1.º  | Cardenales  | 3          | 2          | 0          | 1          | 78     | 27     | +51    | 1  | 1  | 10     |
| 2.º  | Marista     | 3          | 2          | 0          | 1          | 79     | 42     | +37    | 1  | 1  | 10     |
| 3.º  | San Ignacio | 3          | 1          | 0          | 2          | 46     | 92     | -46    |    |    | 4      |
| 4.º  | Neuquén RC  | 3          | 1          | 0          | 2          | 30     | 72     | -42    |    |    | 4      |

|  | Clasificado a la fase final.                |
|  | Clasificado a la fase por el noveno puesto. |

Primera fecha
| 22 de marzo | Cardenales | 59 - 10 | San Ignacio |                                       |                                       |
|             |            | Reporte |             | Árbitro(s): Sebastián Collman (Salta) | Árbitro(s): Sebastián Collman (Salta) |

| 22 de marzo | Marista | 43 - 16 | Neuquén RC |                                        |                                        |
|             |         | Reporte |            | Árbitro(s): Alvaro Del Barco (Tucumán) | Árbitro(s): Alvaro Del Barco (Tucumán) |

Segunda fecha
| 29 de marzo | Marista | 25 - 10 | San Ignacio |                                       |                                       |
|             |         | Reporte |             | Árbitro(s): Víctor Riera (Alto Valle) | Árbitro(s): Víctor Riera (Alto Valle) |

| 29 de marzo | Neuquén RC | 6 - 3   | Cardenales |                                     |                                     |
|             |            | Reporte |            | Árbitro(s): Daniel Araque (Austral) | Árbitro(s): Daniel Araque (Austral) |

Tercera fecha
| 5 de abril | Cardenales | 16 - 11 | Marista |  |  |
|            |            | Reporte |         |  |  |

| 5 de abril | San Ignacio | 26 - 8  | Neuquén RC |  |  |
|            |             | Reporte |            |  |  |

### Grupo 2
| Pos. | Equipo    | Encuentros | Encuentros | Encuentros | Encuentros | Tantos | Tantos | Tantos | PB | PB | Puntos |
| Pos. | Equipo    | PJ         | PG         | PE         | PP         | F      | C      | Dif    | BO | BD | Puntos |
| ---- | --------- | ---------- | ---------- | ---------- | ---------- | ------ | ------ | ------ | -- | -- | ------ |
| 1.º  | Huirapuca | 3          | 3          | 0          | 0          | 61     | 36     | +25    |    |    | 12     |
| 2.º  | Urú Curé  | 3          | 2          | 0          | 1          | 122    | 40     | +82    | 2  | 1  | 11     |
| 3.º  | CRAI      | 3          | 1          | 0          | 2          | 65     | 98     | -33    |    | 1  | 5      |
| 4.º  | CURNE     | 3          | 0          | 0          | 3          | 33     | 107    | -74    |    |    | 0      |

|  | Clasificado a la fase final.                |
|  | Clasificado a la fase por el noveno puesto. |

Primera fecha
| 22 de marzo | Huirapuca | 20 - 15 | CRAI |  |  |
|             |           | Reporte |      |  |  |

| 22 de marzo | Urú Curé | 48 - 8  | CURNE |                                        |                                        |
|             |          | Reporte |       | Árbitro(s): Ramiro García Gamero (Sur) | Árbitro(s): Ramiro García Gamero (Sur) |

Segunda fecha
| 29 de marzo | CURNE | 5 - 21  | Huirapuca |                                          |                                          |
|             |       | Reporte |           | Árbitro(s): Fernando Rodríguez (Córdoba) | Árbitro(s): Fernando Rodríguez (Córdoba) |

| 29 de marzo | Urú Curé | 58 - 12 | CRAI |                                            |                                            |
|             |          | Reporte |      | Árbitro(s): Federico Cuesta (Buenos Aires) | Árbitro(s): Federico Cuesta (Buenos Aires) |

Tercera fecha
| 5 de abril | Huirapuca | 20 - 16 | Urú Curé |  |  |
|            |           | Reporte |          |  |  |

| 5 de abril | CRAI | 38 - 20 | CURNE |                                               |                                               |
|            |      | Reporte |       | Árbitro(s): Gustavo Tomanovich (Buenos Aires) | Árbitro(s): Gustavo Tomanovich (Buenos Aires) |

### Grupo 3
| Pos. | Equipo              | Encuentros | Encuentros | Encuentros | Encuentros | Tantos | Tantos | Tantos | PB | PB | Puntos |
| Pos. | Equipo              | PJ         | PG         | PE         | PP         | F      | C      | Dif    | BO | BD | Puntos |
| ---- | ------------------- | ---------- | ---------- | ---------- | ---------- | ------ | ------ | ------ | -- | -- | ------ |
| 1.º  | Córdoba Athletic    | 3          | 3          | 0          | 0          | 118    | 55     | +63    | 1  | 1  | 14     |
| 2.º  | Los Tordos          | 3          | 2          | 0          | 1          | 52     | 63     | -11    |    | 1  | 9      |
| 3.º  | Mar del Plata Club  | 3          | 1          | 0          | 2          | 55     | 51     | + 4    |    | 1  | 5      |
| 4.º  | Natación y Gimnasia | 3          | 0          | 0          | 3          | 37     | 93     | -56    |    | 1  | 1      |

|  | Clasificado a la fase final.                |
|  | Clasificado a la fase por el noveno puesto. |

Primera fecha
| 22 de marzo | Mar del Plata Club | 22 - 31 | Córdoba Athletic |                                            |                                            |
|             |                    | Reporte |                  | Árbitro(s): Federico Cuesta (Buenos Aires) | Árbitro(s): Federico Cuesta (Buenos Aires) |

| 22 de marzo | Los Tordos | 19 - 17 | Natación y Gimnasia |                                  |                                  |
|             |            | Reporte |                     | Árbitro(s): Jason Mola (Córdoba) | Árbitro(s): Jason Mola (Córdoba) |

Segunda fecha
| 29 de marzo | Natación y Gimnasia | 10 - 24 | Mar del Plata Club |                                      |                                      |
|             |                     | Reporte |                    | Árbitro(s): Sebastián Colman (Salta) | Árbitro(s): Sebastián Colman (Salta) |

| 29 de marzo | Los Tordos | 23 - 37 | Córdoba Athletic |                                        |                                        |
|             |            | Reporte |                  | Árbitro(s): Álvaro Del Barco (Tucumán) | Árbitro(s): Álvaro Del Barco (Tucumán) |

Tercera fecha
| 5 de abril | Mar del Plata Club | 9 - 10  | Los Tordos |                                               |                                               |
|            |                    | Reporte |            | Árbitro(s): Sebastián Figueroa (Buenos Aires) | Árbitro(s): Sebastián Figueroa (Buenos Aires) |

| 5 de abril | Córdoba Athletic | 50 - 10 | Natación y Gimnasia |                                 |                                 |
|            |                  | Reporte |                     | Árbitro(s): José Covassi (Cuyo) | Árbitro(s): José Covassi (Cuyo) |

### Grupo 4
La posición entre los tres primeros equipos se determinó por la cantidad total de tries anotados: Liceo marcó 11 (+6), Universitario de Salta marcó 11 (+0) y Palermo Bajo marcó 8 (+0).
| Pos. | Equipo            | Encuentros | Encuentros | Encuentros | Encuentros | Tantos | Tantos | Tantos | PB | PB | Puntos |
| Pos. | Equipo            | PJ         | PG         | PE         | PP         | F      | C      | Dif    | BO | BD | Puntos |
| ---- | ----------------- | ---------- | ---------- | ---------- | ---------- | ------ | ------ | ------ | -- | -- | ------ |
| 1.º  | Liceo             | 3          | 2          | 0          | 1          | 70     | 77     | -7     | 2  |    | 10     |
| 2.º  | Universitario (S) | 3          | 2          | 0          | 1          | 89     | 90     | -1     | 2  |    | 10     |
| 3.º  | Palermo Bajo      | 3          | 2          | 0          | 1          | 89     | 54     | +35    | 1  | 1  | 10     |
| 4.º  | Universitario (R) | 3          | 0          | 0          | 3          | 53     | 80     | -27    | 1  | 1  | 2      |

|  | Clasificado a la fase final.                |
|  | Clasificado a la fase por el noveno puesto. |

Primera fecha
| 22 de marzo | Universitario (R) | 29 - 37 | Universitario (S) |                                       |                                       |
|             |                   | Reporte |                   | Árbitro(s): Henrique Platais (Brasil) | Árbitro(s): Henrique Platais (Brasil) |

| 24 de marzo | Palermo Bajo | 45 - 10 | Liceo |                                       |                                       |
|             |              | Reporte |       | Árbitro(s): Víctor Riera (Alto Valle) | Árbitro(s): Víctor Riera (Alto Valle) |

Segunda fecha
| 29 de marzo | Liceo | 38 - 23 | Universitario (S) |                                              |                                              |
|             |       | Reporte |                   | Árbitro(s): Juan Pablo Spirandelli (Rosario) | Árbitro(s): Juan Pablo Spirandelli (Rosario) |

| 29 de marzo | Palermo Bajo | 21 - 15 | Universitario (R) |                                       |                                       |
|             |              | Reporte |                   | Árbitro(s): Federico Fioravanti (Sur) | Árbitro(s): Federico Fioravanti (Sur) |

Tercera fecha
| 5 de abril | Universitario (R) | 9 - 22  | Liceo |  |  |
|            |                   | Reporte |       |  |  |

| 5 de abril | Universitario (S) | 29 - 23 | Palermo Bajo |                                        |                                        |
|            |                   | Reporte |              | Árbitro(s): Alvaro del Barco (Tucumán) | Árbitro(s): Alvaro del Barco (Tucumán) |

## Fase final
|  | Cuartos de final  | Cuartos de final |            |            | Semifinales | Semifinales |  |            | Final     | Final     |  |
|  | 12 de abril       | 12 de abril      |            |            | 26 de abril | 26 de abril |  |            | 3 de mayo | 3 de mayo |  |
|  |                   |                  |            |            |             |             |  |            |           |           |  |
|  |                   |                  |            |            |             |             |  |            |           |           |  |
|  | Huirapuca         | 22               |            |            |             |             |  |            |           |           |  |
|  | Huirapuca         | 22               |            |            |             |             |  |            |           |           |  |
|  | Los Tordos        | 24               |            |            |             |             |  |            |           |           |  |
|  | Los Tordos        | 24               |            | Los Tordos | 22          |             |  |            |           |           |  |
|  |                   |                  |            | Los Tordos | 22          |             |  |            |           |           |  |
|  |                   |                  | Cardenales | 20         |             |             |  |            |           |           |  |
|  | Cardenales        | 39               | Cardenales | 20         |             |             |  |            |           |           |  |
|  | Cardenales        | 39               |            |            |             |             |  |            |           |           |  |
|  | Universitario (S) | 28               |            |            |             |             |  |            |           |           |  |
|  | Universitario (S) | 28               |            |            |             |             |  | Los Tordos | 11        |           |  |
|  |                   |                  |            |            |             |             |  | Los Tordos | 11        |           |  |
|  |                   |                  | Urú Curé   | 25         |             |             |  |            |           |           |  |
|  | Córdoba Athletic  | 10               | Urú Curé   | 25         |             |             |  |            |           |           |  |
|  | Córdoba Athletic  | 10               |            |            |             |             |  |            |           |           |  |
|  | Urú Curé          | 19               |            |            |             |             |  |            |           |           |  |
|  | Urú Curé          | 19               |            | Urú Curé   | 25          |             |  |            |           |           |  |
|  |                   |                  |            | Urú Curé   | 25          |             |  |            |           |           |  |
|  |                   |                  | Marista    | 16         |             |             |  |            |           |           |  |
|  | Liceo             | 24               | Marista    | 16         |             |             |  |            |           |           |  |
|  | Liceo             | 24               |            |            |             |             |  |            |           |           |  |
|  | Marista           | 31               |            |            |             |             |  |            |           |           |  |
|  | Marista           | 31               |            |            |             |             |  |            |           |           |  |
|  |                   |                  |            |            |             |             |  |            |           |           |  |

El equipo ubicado en la primera línea (arriba) ejerció la localía.
Cuartos de final
| 12 de abril | Huirapuca | 22 - 24 | Los Tordos |                                        |                                        |
|             |           | Reporte |            | Árbitro(s): Emilio Traverso (Santa Fe) | Árbitro(s): Emilio Traverso (Santa Fe) |

| 12 de abril | Cardenales | 38 - 29 | Universitario (S) |  |  |
|             |            | Reporte |                   |  |  |

| 12 de abril | Córdoba Athletic | 10 - 19 | Urú Curé |                                          |                                          |
|             |                  | Reporte |          | Árbitro(s): Santiago Altobelli (Tucumán) | Árbitro(s): Santiago Altobelli (Tucumán) |

| 12 de abril | Liceo | 24 - 31 | Marista |                                    |                                    |
|             |       | Reporte |         | Árbitro(s): Carlos Poggi (Rosario) | Árbitro(s): Carlos Poggi (Rosario) |

Semifinales
| 26 de abril | Los Tordos | 22 - 20 | Cardenales |                                            |                                            |
|             |            | Reporte |            | Árbitro(s): Hernán Iglesias (Buenos Aires) | Árbitro(s): Hernán Iglesias (Buenos Aires) |

| 26 de abril | Urú Curé | 13 - 9  | Marista |                                               |                                               |
|             |          | Reporte |         | Árbitro(s): Gustavo Tomanovich (Buenos Aires) | Árbitro(s): Gustavo Tomanovich (Buenos Aires) |

Final
| 3 de mayo | Urú Curé | 26 - 11 | Los Tordos |                                                                           |                                                                           |
|           |          | Reporte |            | Asistencia: 3000 espectadores Árbitro(s): Juan Hernán Sylvestre (Rosario) | Asistencia: 3000 espectadores Árbitro(s): Juan Hernán Sylvestre (Rosario) |

| Bandera de la Provincia de Córdoba |
| Urú Curé Campeón                   |
| Primer título                      |

## Permanencia
CURNE de Resistencia cayó en la final, por lo que su torneo de origen, el Torneo Regional del Nordeste, perdió una plaza en el Torneo del Interior A 2015.
|  | Cuartos de final    | Cuartos de final |                     |                   | Semifinales      | Semifinales      |  |       | Final     | Final     |  |
|  | 12 de abril         | 12 de abril      |                     |                   | 26 y 27 de abril | 26 y 27 de abril |  |       | 3 de mayo | 3 de mayo |  |
|  |                     |                  |                     |                   |                  |                  |  |       |           |           |  |
|  |                     |                  |                     |                   |                  |                  |  |       |           |           |  |
|  | Mar del Plata Club  | 17               |                     |                   |                  |                  |  |       |           |           |  |
|  | Mar del Plata Club  | 17               |                     |                   |                  |                  |  |       |           |           |  |
|  | CURNE               | 3                |                     |                   |                  |                  |  |       |           |           |  |
|  | CURNE               | 3                |                     | CURNE             | 13               |                  |  |       |           |           |  |
|  |                     |                  |                     | CURNE             | 13               |                  |  |       |           |           |  |
|  |                     |                  | Neuquén RC          | 16                |                  |                  |  |       |           |           |  |
|  | Palermo Bajo        | 22               | Neuquén RC          | 16                |                  |                  |  |       |           |           |  |
|  | Palermo Bajo        | 22               |                     |                   |                  |                  |  |       |           |           |  |
|  | Neuquén RC          | 21               |                     |                   |                  |                  |  |       |           |           |  |
|  | Neuquén RC          | 21               |                     |                   |                  |                  |  | CURNE | 34        |           |  |
|  |                     |                  |                     |                   |                  |                  |  | CURNE | 34        |           |  |
|  |                     |                  | Natación y Gimnasia | 41                |                  |                  |  |       |           |           |  |
|  | San Ignacio         | 21               | Natación y Gimnasia | 41                |                  |                  |  |       |           |           |  |
|  | San Ignacio         | 21               |                     |                   |                  |                  |  |       |           |           |  |
|  | Universitario (R)   | 17               |                     |                   |                  |                  |  |       |           |           |  |
|  | Universitario (R)   | 17               |                     | Universitario (R) | 18               |                  |  |       |           |           |  |
|  |                     |                  |                     | Universitario (R) | 18               |                  |  |       |           |           |  |
|  |                     |                  | Natación y Gimnasia | 13                |                  |                  |  |       |           |           |  |
|  | CRAI                | 44               | Natación y Gimnasia | 13                |                  |                  |  |       |           |           |  |
|  | CRAI                | 44               |                     |                   |                  |                  |  |       |           |           |  |
|  | Natación y Gimnasia | 10               |                     |                   |                  |                  |  |       |           |           |  |
|  | Natación y Gimnasia | 10               |                     |                   |                  |                  |  |       |           |           |  |
|  |                     |                  |                     |                   |                  |                  |  |       |           |           |  |

Cuartos de final
| 13 de abril | Mar del Plata Club | 17 - 3  | CURNE |                                          |                                          |
|             |                    | Reporte |       | Árbitro(s): Andrés Sutton (Buenos Aires) | Árbitro(s): Andrés Sutton (Buenos Aires) |

| 13 de abril | Palermo Bajo | 22 - 21 | Neuquén RC |                                            |                                            |
|             |              | Reporte |            | Árbitro(s): Federico Cuesta (Buenos Aires) | Árbitro(s): Federico Cuesta (Buenos Aires) |

| 12 de abril | San Ignacio | 21 - 17 | Universitario (R) |                                          |                                          |
|             |             | Reporte |                   | Árbitro(s): Joaquín Otaño (Buenos Aires) | Árbitro(s): Joaquín Otaño (Buenos Aires) |

| 12 de abril | CRAI | 44 - 10 | Natación y Gimnasia |                                 |                                 |
|             |      | Reporte |                     | Árbitro(s): José Covassi (Cuyo) | Árbitro(s): José Covassi (Cuyo) |

Semifinales
| 26 de abril | Universitario (R) | 18 - 13 | Natación y Gimnasia |                                          |                                          |
|             |                   | Reporte |                     | Árbitro(s): Diego Lentini (Buenos Aires) | Árbitro(s): Diego Lentini (Buenos Aires) |

| 27 de abril | CURNE | 13 - 16 | Neuquén RC |                                    |                                    |
|             |       | Reporte |            | Árbitro(s): Carlos Poggi (Rosario) | Árbitro(s): Carlos Poggi (Rosario) |

Final
| 3 de mayo | Natación y Gimnasia | 41 - 34 | CURNE |                                               |                                               |
|           |                     | Reporte |       | Árbitro(s): Gustavo Tomanovich (Buenos Aires) | Árbitro(s): Gustavo Tomanovich (Buenos Aires) |